# Вигодянська сільська територіальна громада
Вигодянська сільська територіальна громада — територіальна громада в Україні, у Одеському районі Одеської області. Утворена 17 липня 2020 року в результаті об'єднання Вигодянської сільської ради із Василівською, Кам'янською, Секретарівською і Березанською. Адміністративний центр — село Вигода.

## Склад громади
До складу громади входить селище Дослідне і 14 сіл:
- Березань
- Важне
- Василівка
- Вигода
- Доброжанове
- Зоряне
- Кам'янка
- Курган
- Михайлівка
- Паліївка
- Петрове
- Секретарівка
- Сонячне
- Червона Гірка